# Stanislaw Muchatschew
Stanislaw Muchatschew (bulgarisch Станислав Мухачев, russisch Станислав Сергеевич Мухачёв/Stanislaw Sergejewitsch Muchatschow; * 25. Februar 1985 in Swerdlowsk, Russische SFSR, Sowjetunion) ist ein russisch-bulgarischer Eishockeyspieler, der seit 2015 beim SK Irbis-Skate in der bulgarischen Eishockeyliga spielt und seit 2021 dort erneut als Spielertrainer fungiert. 

## Karriere
Stanislaw Muchatschew begann seine Karriere als Eishockeyspieler in seiner russischen Geburtsstadt Jekaterinburg bei Dinamo-Energija, mit dem er in der zweiten russischen Liga, der Wysschaja Liga spielte. Nachdem er 2003 vorübergehend in der zweiten Mannschaft von Krylja Sowetow Moskau in der drittklassigen Perwaja Liga aufgelaufen war, wechselte er noch während der Saison zum HK Spartak Moskau, bei dem er ebenfalls in der zweiten Mannschaft in der Perwaja Liga auf dem Eis stand. Nach einem Abstecher zu Neftjanik Leninogorsk in die Wysschaja Liga im Jahr 2005, verließ er Anfang 2006 Russland und wechselte in die bulgarische Eishockeyliga. Dort spielte er bis 2011 für den Rekordmeister HK Slawia Sofia, mit dem er viermal (2008, 2009, 2010 und 2011) Bulgarischer Meister und zweimal (2008 und 2009) bulgarischer Pokalsieger wurde. 2009 wurde er zum besten Stürmer der bulgarischen Liga gewählt. Nach einem Jahr bei Truva Ankara in der türkischen Superliga, kehrte Muchatschew nach Sofia zurück, nunmehr aber zu Slawias Lokalkonkurrenten ZSKA, mit dem er 2013, 2014 und 2015 seinen fünften, sechsten und siebten Landesmeistertitel erringen konnte. Beim IIHF Continental Cup 2014/15 erreichte Muchatschew mit ZSKA durch Siege über den CG Puigcerdà (3:2), den İzmir Büyükşehir Belediyesi SK (19:3) und den HK Beostar (10:2) die zweite Runde. Dort scheiterte das Team dann nach Niederlagen gegen die Fischtown Pinguins (2:6), die Belfast Giants (2:6) und die Tilburg Trappers (4:5), wobei gegen das Team aus den Niederlanden auch eine 4:1-Führung nicht zum Sieg reichte. 2015 wechselte er zum Liganeuling SK Irbis-Skate, der ebenfalls in Sofia beheimatet ist. Mit Irbis-Skate wurde er 2016, 2017 und 2019 ebenfalls bulgarischer Meister.

### International
Mit der bulgarischen Herren-Nationalmannschaft nahm Muchatschew an den Weltmeisterschaften der Division II 2009, als er Torschützenkönig und gemeinsam mit dem Südkoreaner Kwon Tae-an zweitbester Scorer hinter seinem Landsmann Alexej Jotow war, 2010, als er zweitbester Vorlagengeber hinter dem Spanier Alejandro Pedraz und gemeinsam mit seinem Landesmann Alexej Jotow auch zweitbester Scorer hinter dem Spanier Juan Muñoz war, 2011, 2012, 2013 und 2023 teil. Dabei war er 2009 Torschützenkönig des Turniers und wurde 2012 zum besten Stürmer gewählt. In beiden Jahren wurde er zudem als bester bulgarischer Spieler ausgezeichnet. Bei den Weltmeisterschaften 2014, 2017, als er zum besten Spieler seiner Mannschaft gewählt wurde, 2018 und 2019 spielte er Division III, wobei er 2014 die Bulgaren als Mannschaftskapitän zum sofortigen Wiederaufstieg in die Division II führte und auch 2019 mit der Mannschaft aufstieg. Neben seinem Landsmann Iwan Chodulow und dem Luxemburger Ben Houdremont war er 2014 zweitbester Vorlagengeber hinter Mannschaftskamerad Alexej Jotow. Zudem vertrat er seine Farben bei der Qualifikation für die Olympischen Winterspiele 2010 in Vancouver, als die bulgarische Mannschaft trotz Punktgleichheit mit Gruppensieger Spanien aufgrund des verlorenen direkten Vergleichs (2:6) bereits in der Vorqualifikation scheiterte.

### Trainerlaufbahn
Bevor er seit 2009 für die bulgarische Eishockeynationalmannschaft auf dem Eis stand, stand er bei der Weltmeisterschaft 2008 in der Division II bereits als Assistenzcoach des Teams an der Bande. Von 2011 bis 2014 war er Assistenztrainer der bulgarischen Frauennationalmannschaft. Bei der U20-Weltmeisterschaft 2018 und der U18-Weltmeisterschaft 2019 betreute er den bulgarischen Nachwuchs in der Division III als Cheftrainer.
In der Spielzeit 2011/12 betreute er zudem die U16-Mannschaft von Slawia Sofia als Assistenztrainer in der bulgarischen U16-Liga. 2016/17 war er und seit 2021 ist er erneut Spielertrainer beim SK Irbis-Skate. Zudem ist er dort auch als Nachwuchstrainer tätig.

## Erfolge und Auszeichnungen
- 2008 Bulgarischer Meister mit dem HK Slawia Sofia
- 2008 Bulgarischer Pokalsieger mit dem HK Slawia Sofia
- 2009 Bulgarischer Meister mit dem HK Slawia Sofia und bester Stürmer der Liga
- 2009 Bulgarischer Pokalsieger mit dem HK Slawia Sofia
- 2010 Bulgarischer Meister mit dem HK Slawia Sofia
- 2011 Bulgarischer Meister mit dem HK Slawia Sofia
- 2013 Bulgarischer Meister mit dem HK ZSKA Sofia
- 2014 Bulgarischer Meister mit dem HK ZSKA Sofia
- 2015 Bulgarischer Meister mit dem HK ZSKA Sofia
- 2016 Bulgarischer Meister mit dem SK Irbis-Skate
- 2017 Bulgarischer Meister mit dem SK Irbis-Skate
- 2019 Bulgarischer Meister mit dem SK Irbis-Skate
- 2023 Bulgarischer Meister mit dem SK Irbis-Skate

### International
- 2009 Bester Torschütze bei der Weltmeisterschaft der Division II, Gruppe B
- 2012 Bester Stürmer bei der Weltmeisterschaft der Division II, Gruppe B
- 2014 Aufstieg in die Division II, Gruppe B, bei der Weltmeisterschaft der Division III
- 2019 Aufstieg in die Division II, Gruppe B, bei der Weltmeisterschaft der Division III